# Heliópolis
Pour les articles homonymes, voir Héliopolis.
 (août 2008).
Si vous disposez d'ouvrages ou d'articles de référence ou si vous connaissez des sites web de qualité traitant du thème abordé ici, merci de compléter l'article en donnant les références utiles à sa vérifiabilité et en les liant à la section « Notes et références ».
Heliópolis est la plus grande favela de la ville de São Paulo. En 2007, elle comptait environ 125 000 habitants.